# Culex brumpti
Culex brumpti är en tvåvingeart som beskrevs av Galliard 1931. Culex brumpti ingår i släktet Culex och familjen stickmyggor. Inga underarter finns listade i Catalogue of Life.